# (11128) Ostravia
(11128) Ostravia est un astéroïde de la ceinture principale.

## Description
(11128) Ostravia est un astéroïde de la ceinture principale. Il fut découvert le 3 novembre 1996 à l'Observatoire Kleť par Jana Tichá et Miloš Tichý. Il présente une orbite caractérisée par un demi-grand axe de 2,42 UA, une excentricité de 0,17 et une inclinaison de 3,0° par rapport à l'écliptique.

## Compléments